# Belle Pérez
María Isabel (Belle) Pérez Cerezo (Neerpelt, 29 januari 1976) is een Belgische zangeres van Spaanse afkomst. Ze zingt vooral Spaanstalige opzwepende liedjes. De latin zangeres is gekend in Nederland, Vlaanderen en Duitsland.

## Biografie
Pérez werd geboren uit Spaanse ouders die naar België gemigreerd waren. Ze groeide op in het Limburgse Achel.
Pérez werd in Vlaanderen bekend dankzij haar deelname aan het VRT-programma Eurosong, de Belgische voorselecties voor het Eurovisiesongfestival, met het liedje Hello World. Hoewel ze niet geselecteerd werd om België te vertegenwoordigen, bouwde ze een indrukwekkende solocarrière op. Na haar eerste optreden met Honeybee werd ze opgemerkt door VTM en werd ze geselecteerd voor de presentatie van het allereerste online internet-televisieprogramma in Vlaanderen, Channel E. In 2003 presenteerde ze Zones.tv samen met presentator Jan Bosman op de Vlaamse zender LibertyTV. In 2005 zetelde ze in de jury van Star Academy, een muziekprogramma dat op zoek gaat naar de ideale zanger(es). Ze presenteerde samen met Jan Smit voor de TROS het programma TROS Muziekfeest. In 2006 deed ze opnieuw een gooi naar een songfestivalticket met het liedje El mundo bailando. Ze won de laatste voorronde en werd zowel in de halve finale als in de finale derde. Ze moest toen Petra De Steur en Kate Ryan laten voorgaan.
Hoewel ze in het begin van haar carrière zich voornamelijk richtte op het Engelse repertoire, maakte Pérez met haar derde album, Baila Pérez, de overstap van pop naar latin. Het bleek een goede zet, vanaf dat moment gingen zowel singles als albums stukken beter over de toonbank dan daarvoor. Ook in Nederland werden er meerdere malen singles van Pérez uitgebracht, maar deze deden vrij weinig in de hitlijsten. Toen het duet Me & You met zanger Jody Bernal verscheen waren de verwachtingen hoog, maar een echte doorbraak voor de zangeres bleef uit. Pas in 2005 wist Pérez ook het Nederlandse publiek voor zich te winnen. Het nummer Que viva la vida, dat in de Benelux een soundtrack-nummer was voor de animatiefilm Madagascar, behaalde de Top 10 van de Nederlandse Top 40 en de Mega Top 50 en van het (speciaal voor Nederland gemaakte) gelijknamige album werden 50.000 exemplaren verkocht, wat goed was voor goud.
Pérez won van 2002 tot en met 2006 vijf jaar op rij, de Radio 2 Zomerhit met Me and you, Light of my life, Enamorada, Que viva la vida en in 2006 met Ave Maria. Ook werd ze met de Que viva la vida en Ave Maria verkozen tot publiekslieveling door de Radio 2-luisteraars. In de zomer van 2006 verscheen het album Gotitas de Amor. Naast de Eurosonghit El Mundo Bailando, de zomerhit Ave Maria en de single Gotitas de Amor, stond er nog meer nieuw materiaal op dat Pérez ook al tijdens de Mega Latino Concerten in het Sportpaleis zong. In oktober trad de zangeres op in de Heineken Music Hall te Amsterdam. In november 2006 verscheen een dvd met een volledige live-registratie van haar concert in het Sportpaleis. In de eerste maanden van 2007 deed ze een theatertournee door Nederland. Op 5 en 6 mei 2007 liet Pérez het Sportpaleis van Antwerpen weer vollopen met Mega Latino Concerten. Op 13 oktober 2007 stond Pérez voor de eerste keer in een uitverkocht Ahoy' in Rotterdam. In 2007 werkte Pérez samen met de Nederlandse zanger en presentator Erik van der Hoff aan een buurtlied voor een speciale Douwe Egberts-actie, de Burendag op 15 september. Eind 2007 begon Pérez aan haar theatertournee GIPSY door Vlaanderen. Na de verschillende culturele centra in Vlaanderen aangedaan te hebben, ging de tournee van januari 2008 tot april 2008 verder in Nederland. Volgend op deze theatertournee volgt er op 16 mei een nieuwe single Dime que tú quieres. Eind juni 2008 kwam het nieuwe album uit, dat de titel GIPSY meekreeg, en begon zij aan een nieuwe zomertournee. In oktober 2008 verscheen bij Standaard Uitgeverij het boek Diez, 10 jaar Belle Pérez over haar tienjarig jubileum. 
In 2010 tekende Pérez een platencontract bij ARS/Universal. In 2012 schreef ze mee aan het lied Beat on My Drum van Gabry Ponte en Sophia Del Carmen met Pitbull. Op 15 februari 2013 werd de nieuwste single Adiós Bye Bye gelanceerd. In het najaar van 2013 ging ze aan de slag bij televisiezender JUST.
Zij nam in 2016 deel aan het muziekprogramma Liefde voor muziek op VTM. Begin 2017 reisde zij met haar tournee Agua y Fuego door Nederland en België. In 2017 was ze te zien in de film H.I.T. In 2022 was ze gastartiest tijdens de laatste aflevering van seizoen 1 van I Can See Your Voice. In 2023 was ze gastspeurder in de 11de aflevering van The Masked Singer. In 2024 was ze te gast in het VRT-programma Het Huis.

## Privé
Pérez was tot 2008 getrouwd. Niet veel later leerde zij in Antwerpen een Nederlander, Wouter van der Horst kennen, met wie zij sinds 2016 getrouwd is en een kind heeft.

## Trivia
- In juni 2008 poseerde Pérez naakt voor het tijdschrift Nina. Ze poseerde bovendien tweemaal voor het mannenblad FHM.

## Discografie

### Albums
| Album met hitnotering(en) in de Vlaamse Ultratop 200 albums | Datum van verschijnen | Datum van binnenkomst | Hoogste positie | Aantal weken | Opmerkingen           |
| ----------------------------------------------------------- | --------------------- | --------------------- | --------------- | ------------ | --------------------- |
| Hello world                                                 | 2000                  | 23-09-2000            | 13              | 20           |                       |
| Everything                                                  | 2002                  | 07-09-2002            | 10              | 7            |                       |
| Baila Pérez                                                 | 2004                  | 26-04-2003            | 1(1wk)          | 65           | Goud                  |
| Arena 2004                                                  | 2004                  | 20-11-2004            | 9               | 24           |                       |
| The best of Belle Pérez                                     | 2005                  | 16-07-2005            | 2               | 62           | Verzamelalbum Platina |
| Gotitas de amor                                             | 2006                  | 02-09-2006            | 3               | 25           |                       |
| Gotitas de amor                                             | 2007                  | 05-05-2007            | 60              | 6            | met Livealbum         |
| Gipsy                                                       | 2008                  | 28-06-2008            | 9               | 16           |                       |
| Diez: Live - acoustic                                       | 2009                  | 28-03-2009            | 95              | 1            | Livealbum             |
| Back to back                                                | 24-06-2011            | 09-07-2011            | 7               | 11           | met Gipsy Kings       |
| Agua Y Fuego                                                | 19-02-2016            | 27-02-2016            | 6               | 24           |                       |

| Album met eventuele hitnotering(en) in de Nederlandse Album Top 100 | Datum van verschijnen | Datum van binnenkomst | Hoogste positie | Aantal weken | Opmerkingen     |
| ------------------------------------------------------------------- | --------------------- | --------------------- | --------------- | ------------ | --------------- |
| Baila Pérez                                                         | 2004                  | 17-07-2004            | 20              | 17           |                 |
| Que viva la vida                                                    | 2005                  | 23-07-2005            | 9               | 48           |                 |
| Gotitas de amor                                                     | 2006                  | 26-08-2006            | 4               | 34           |                 |
| Greatest latin hits                                                 | 2007                  | 25-08-2007            | 12              | 9            |                 |
| Gipsy                                                               | 2008                  | 28-06-2008            | 5               | 16           |                 |
| Diez: Live - acoustic                                               | 2009                  | 28-03-2009            | 80              | 1            | Livealbum       |
| Back to Back                                                        | 24-06-2011            | -                     | -               | -            | met Gipsy Kings |
| Go Dutch - The Very Best Of                                         | 22-03-2013            | -                     | -               | -            |                 |
| Agua Y Fuego                                                        | 19-02-2016            | -                     | -               | -            |                 |

### Singles
| Single met hitnotering(en) in de Vlaamse Ultratop 50 | Datum van verschijnen | Datum van binnenkomst | Hoogste positie | Aantal weken | Opmerkingen                                  |
| ---------------------------------------------------- | --------------------- | --------------------- | --------------- | ------------ | -------------------------------------------- |
| Hello world                                          | 1999                  | 10-07-1999            | tip6            | -            |                                              |
| Honeybee                                             | 1999                  | 22-07-2000            | 6               | 16           | Nr. 6 in de Radio 2 Top 30                   |
| This crazy feeling                                   | 2000                  | 07-10-2000            | tip17           | -            |                                              |
| Kiss & make up                                       | 2001                  | 21-04-2001            | 50              | 1            | Nr. 30 in de Radio 2 Top 30                  |
| Planet of love                                       | 2001                  | 14-07-2001            | 40              | 6            | Nr. 13 in de Radio 2 Top 30                  |
| Get up and boogie                                    | 2001                  | 15-12-2001            | 29              | 10           | Nr. 14 in de Radio 2 Top 30                  |
| Me and you                                           | 2002                  | 11-05-2002            | 10              | 17           | met Jody Bernal / Nr. 4 in de Radio 2 Top 30 |
| Everything                                           | 2002                  | 31-08-2002            | tip4            | -            | Nr. 28 in de Radio 2 Top 30                  |
| Hijo de la luna                                      | 2002                  | 30-11-2002            | 8               | 18           | met Voice Male / Nr. 4 in de Radio 2 Top 30  |
| Bailaremos                                           | 2003                  | 29-03-2003            | 15              | 13           | Nr. 9 in de Radio 2 Top 30                   |
| Enamorada                                            | 2003                  | 12-07-2003            | 7               | 14           | Nr. 3 in de Radio 2 Top 30                   |
| Sobreviviré                                          | 2003                  | 22-11-2003            | 34              | 9            | Nr. 22 in de Radio 2 Top 30                  |
| Light of my life                                     | 2004                  | 08-05-2004            | 11              | 20           | Nr. 8 in de Radio 2 Top 30                   |
| Loca de amor                                         | 2004                  | 04-09-2004            | 23              | 6            | Nr. 14 in de Radio 2 Top 30                  |
| Que viva la vida (Chiquitan)                         | 2005                  | 18-06-2005            | 2               | 22           | Nr. 1 in de Radio 2 Top 30                   |
| Dime                                                 | 2005                  | 01-10-2005            | 9               | 10           | Nr. 5 in de Radio 2 Top 30                   |
| El mundo bailando                                    | 2006                  | 25-02-2006            | 1(3wk)          | 16           | Nr. 1 in de Radio 2 Top 30 / Goud            |
| Ave Maria                                            | 2006                  | 01-07-2006            | 11              | 13           | Nr. 4 in de Radio 2 Top 30                   |
| Hoy (Le pido a Dios)                                 | 2006                  | 23-12-2006            | tip7            | -            |                                              |
| Gotitas de amor                                      | 2006                  | 02-09-2009            | tip1            | -            |                                              |
| Amor latino                                          | 2007                  | 31-03-2007            | 11              | 7            | Nr. 9 in de Radio 2 Top 30                   |
| Djolei djolei                                        | 2007                  | 07-07-2007            | 32              | 9            | Nr. 17 in de Radio 2 Top 30                  |
| Dime que tú quieres                                  | 2008                  | 24-05-2008            | 10              | 7            | Nr. 6 in de Radio 2 Top 30                   |
| Amame                                                | 2008                  | 30-08-2008            | 24              | 2            | Nr. 13 in de Radio 2 Top 30                  |
| Tú / You                                             | 2008                  | 06-12-2008            | tip20           | -            | Nr. 20 in de Radio 2 Top 30                  |
| La colegiala                                         | 2010                  | 31-07-2010            | 12              | 6            | Nr. 5 in de Radio 2 Top 30                   |
| Shake it out                                         | 29-04-2011            | 07-05-2011            | tip25           | -            |                                              |
| Adiós bye bye                                        | 2013                  | 09-03-2013            | tip72           | -            |                                              |
| Ik hoor bij jou / El ritmo de la passion             | 2013                  | 14-12-2013            | tip5            | -            | met Christoff                                |
| Ich haaw von och                                     | 2014                  | 15-02-2014            | tip95*          |              |                                              |
| Vayamundo                                            | 2014                  | 14-06-2014            | tip34           | -            |                                              |
| Castígame                                            | 2013                  | 09-05-2015            | tip8            | -            | met David Bustamante                         |
| Agua y fuego                                         | 2016                  | 23-01-2016            | tip1            | -            |                                              |
| Llegaste tú                                          | 2016                  | 23-04-2016            | tip11           | -            |                                              |
| Ponte a cantar                                       | 2016                  | 02-07-2016            | tip5            | -            |                                              |
| Santo santo                                          | 2016                  | 10-06-2017            | tip33           | -            |                                              |
| Rumba                                                | 2018                  | 02-06-2018            | tip10           | -            |                                              |
| Qué hay de mal                                       | 2013                  | 26-010-2019           | tip44           | -            | met Rolf Sanchez                             |
| Viva la vida                                         | 2020                  | 20-06-2020            | tip2            | -            |                                              |
| Enamorada (Remix)                                    | 2022                  | 11-06-2022            | 46              | 3            | met Maarten & Dorothee                       |
| Let the Sunshine In                                  | 2025                  | 22-06-2025            | 46              | 1*           |                                              |

| Single met eventuele hitnotering(en) in de Nederlandse Top 40 | Datum van verschijnen | Datum van binnenkomst | Hoogste positie | Aantal weken | Opmerkingen                                  |
| ------------------------------------------------------------- | --------------------- | --------------------- | --------------- | ------------ | -------------------------------------------- |
| Hello world                                                   | 1999                  | 06-11-1999            | tip12           | -            | Nr. 84 in de Single Top 100                  |
| Honeybee                                                      | 2001                  | -                     |                 |              | Nr. 67 in de Single Top 100                  |
| Me and you                                                    | 2002                  | 11-05-2002            | 9               | 4            | met Jody Bernal / Nr. 8 in de Single Top 100 |
| Get up and boogie                                             | 2002                  | -                     |                 |              | Nr. 61 in de Single Top 100                  |
| Bailaremos                                                    | 2003                  | -                     |                 |              | Nr. 57 in de Single Top 100                  |
| Hijo de la luna                                               | 2004                  | -                     |                 |              | met Voice Male / Nr. 28 in de Single Top 100 |
| Enamorada                                                     | 2004                  | -                     |                 |              | Nr. 45 in de Single Top 100                  |
| El ritmo caliente                                             | 2004                  | -                     |                 |              | Nr. 38 in de Single Top 100                  |
| Que viva la vida (Chiquitan)                                  | 2005                  | 09-07-2005            | 3               | 14           | Nr. 2 in de Single Top 100                   |
| Dime                                                          | 2005                  | -                     |                 |              | Nr. 16 in de Single Top 100                  |
| El mundo bailando                                             | 2006                  | 18-03-2006            | 17              | 7            | Nr. 7 in de Single Top 100                   |
| Ave Maria                                                     | 2006                  | 15-07-2006            | 31              | 4            | Nr. 18 in de Single Top 100                  |
| Gotitas de amor                                               | 2006                  | -                     |                 |              | Nr. 61 in de Single Top 100                  |
| Hoy (Le pido a Dios)                                          | 2007                  | -                     |                 |              | Nr. 63 in de Single Top 100                  |
| Amor latino                                                   | 2007                  | 07-04-2007            | tip12           | -            | Nr. 50 in de Single Top 100                  |
| Djolei djolei                                                 | 16-06-2007            | -                     |                 |              | Nr. 40 in de Single Top 100                  |
| Dime que tú quieres                                           | 16-05-2008            | -                     |                 |              | Nr. 6 in de Single Top 100                   |
| Amame                                                         | 15-08-2008            | -                     |                 |              | Nr. 44 in de Single Top 100                  |
| Tú / You                                                      | 07-11-2008            | -                     |                 |              | Nr. 31 in de Single Top 100                  |
| La colegiala                                                  | 16-07-2010            | -                     |                 |              | Nr. 79 in de Single Top 100                  |
| Je suis malade                                                | 2021                  | 06-11-2021            | tip17*          |              | met Karsu                                    |

### Dvd's
| Dvd's met hitnoteringen in de Nederlandse Music Top 30 | Datum van verschijnen | Datum van binnenkomst | Hoogste positie | Aantal weken | Opmerkingen           |
| ------------------------------------------------------ | --------------------- | --------------------- | --------------- | ------------ | --------------------- |
| Baila Pérez - Live in concert                          | 2005                  | 29-01-2005            | 14              | 22           |                       |
| The best of Belle Pérez                                | 2005                  | 17-12-2005            | 21              | 8            |                       |
| Mega latino concert - Sportpaleis Antwerpen            | 2006                  | 16-12-2006            | 10              | 38           | Diez: Live - acoustic |

## Prijzen
- 2000 - Zamu Award - "Best Pop Artist"
- 2002 - Gouden Award voor single Me & You (zowel in Nederland als in België)
- 2002 - Zomerhit Award Me and You Ft Jody Bernal
- 2003 - Platina Award voor Baila Pérez
- 2003 - Zomerhit Award Enamorada
- 2004 - Zomerhit Award Light of My Life
- 2005 - Zomerhit Award Que viva la vida
- 2005 - Radio 2 Zomerhit "Favoriet van het publiek" Award
- 2005 - TMF Award - "Best Female Artist"
- 2006 - Zomerhit Award Radio 2 Ave Maria
- 2006 - Radio 2 Zomerhit "Favoriet van het publiek" Award